# 中科蓝讯
中科蓝讯（上交所：688332）是中華人民共和國一家藍牙耳機和藍牙音箱音頻芯片以及藍牙耳機產品公司。

## 历史
成立於2016年，由黄志强與刘助展創辦於深圳。截至2021年，該公司的以低端白牌市场客戶為主，主营业务收入的95%以上來自华南地区，而且該公司前五大客户的主营业务销售金额佔比50%以上。该公司的主营业务毛利率低于同行业公司的毛利率平均值，而且開始營業額增加但利潤額不增加，研發投入也低於同行公司，而且存貨較多。2022年7月15日，中科蓝讯登陆科创板。

## 外部連結
- 官方网站